# Addys Mercedes
Addys Mercedes (niegdyś Addys D'Mercedes) – kubańska piosenkarka urodzona w Moa, wykonująca muzykę pop z elementami rocka, hip-hopu, house oraz r'n'b.

## Dyskografia

### Albumy
- Mundo Nuevo (2001 Media Luna)
- Nomad (2003 Media Luna)
- Addys (2012 Media Luna)

### Single i video
- Mundo Nuevo (2001 Media Luna)
- Gitana Loca (2005 Media Luna)
- Esa Voz (2005 Media Luna)
- Sabado Roto (2011 Media Luna)
- Hollywood (2012 Media Luna)
- Gigolo (2012 Media Luna)

### Remixy
- Latin House, Ragga, Deep House -
- Mundo Nuevo (Tony Brown - Media Luna)
- Gitana Loca (Tony Brown - Media Luna)
- Esa Voz (4tune twins - Media Luna)
- Afro D' Mercedes (Andry Nalin - Media Luna)
- Oye Colombia (4tune twins - Media Luna)
- Cry It Out (Guido Craveiro - Media Luna)
- Cha Ka Cha (Ramon Zenker - Media Luna)

## Strony internetowe
- Addys D'Mercedes oficjalna strona